# Yvon Madiot
Yvon Madiot (Renazé, 21 de juny de 1962) va ser un ciclista francès, que fou professional entre 1983 i 1994. La seva principal victòria fou el Campionat de França en ruta de 1986.
És el germà petit de Marc Madiot.
Actualment és director esportiu de l'equip FDJ.

## Palmarès
- 1984
  -  Campió de França de ciclocròs
  - 1r al Gran Premi de Cannes
- 1985
  -  Campió de França de ciclocròs
  - 1r a la Chateauroux-Limoges
- 1986
  -  Campió de França en ruta
- 1987
  - Campió de França de ciclo-cross
- 1991
  - 1r al Gran Premi de Cannes

### Resultats al Tour de França
- 1984. 46è de la classificació general
- 1985. 72è de la classificació general
- 1986. 10è de la classificació general
- 1987. 73è de la classificació general
- 1989. 47è de la classificació general
- 1992. 67è de la classificació general

### Resultats a la Volta a Espanya
- 1986. 14è de la classificació general
- 1987. 8è de la classificació general
- 1990. 43è de la classificació general